# 江夢鶴
江夢鶴（16世紀—17世紀），字懷天，南直隸安慶府懷寧縣人，明朝政治人物。

## 生平
江夢鶴是萬曆四十三年（1615年）乙卯科順天鄉試舉人，授泰興教諭，教士有方，陞廣信同知，曾按戚繼光方法選材儲用，署上饒、玉山、鉛山知縣有名聲，卻因清理漕運弊端忤逆上級辭官回鄉，崇禎末年隱居崑崙寨，婉拒清朝以遺佚薦用。

## 引用
1. 1 2  民國《懷寧縣志·卷十八·仕業》：江夢鶴，字懷天，南平知縣見龍子，萬曆乙卯舉人，署泰興教諭，程士有法，晉江西廣信府同知，嘗按戚南塘遺法勒部選材，以儲可用，監司金之俊雅重之，歷署上饒、玉山、鉛山諸巖邑，所至有聲，以清理漕弊忤上官意遂歸，崇禎末皖敝於兵，夢鶴避居崑崙寨，寇退復移家於皖，清初以遺佚薦不起，子同淇、同海皆進士，別有傳。
2. ↑  錢海岳《南明史·卷四十三·列傳第十九》：同（孫晉）安慶遺臣：江夢鶴，字懷天。萬曆四十三年舉於鄉。授廣信同知，以戚繼光法選材儲用。署上饒、玉山、鉛山知縣。忤上歸，隱崑崙寨。清召不出。